# Монастырь Святого Павла
Монастырь Святого Павла (греч. Μονή Αγίου Παύλου) — один из афонских монастырей, занимающий в святогорской иерархии 14-е место. Находится в юго-западной части Афонского полуострова, у западного склона горы Афон, в 1,5 км от побережья на высоте около 150 м над уровнем моря, в получасе ходьбы от соседнего монастыря Дионисиат.
В настоящее время престольным днём обители является празднование Сретения Господня — 2 (15) февраля, тогда как раньше в разные времена монастырь был посвящён Христу Спасителю, Богородице и Георгию Победоносцу. Празднование памяти святого Павла Ксиропотамского — 28 июля (9) августа.

## История
Монастырь был основан в конце IX века святым Павлом Ксиропотамским, сыном императора Михаила I и посвящён Георгию Победоносцу. Другая традиция утверждает, что на этом месте до прихода преподобного Павла стоял старинный монастырь в честь Введения во храм Пресвятой Богородицы, основанный неким Стефаном в годы правления императора Константина Великого. В IX веке монастырь находился на землях Ксиропотама и, вероятно, был к нему приписным.
Первое письменное упоминание о монастыре (как об обители в честь Христа Спасителя) относится к 1259 году и приводится в хрисовуле Михаила VIII Палеолога, утверждая право обители на ряд владений. Позднее обитель вновь становится келлией Ксиропотамского монастыря, а в XIV веке обитель пришла в запустение.
Начавшееся между 1355 и 1365 годом возрождение монастыря связано с именами сербских господарей Антония Багаша и его брата Николы Радони, пожертвовавшего обители святого Павла в качестве подворья монастырь «Мавриотисса» вместе с сёлами и другой собственностью. Правитель Сербии Лазарь Бранкович оказывал монастырю значительную материальную поддержку, а Георгий Бранкович 14 октября 1410 года пожертвовал обители (согласно воле покойного Лазаря Хребеляновича) село Кузмин. Дочь Георгия Бранковича принцесса Мара Бранкович много покровительствовала монастырю в тяжелые годы, последовавшие за падением Константинополя. Она передала обители Дары волхвов. Как повествует предание, принцесса Мара намеревалась сама внести эту святыню в монастырь, но ей свыше было строго запрещено нарушать афонское правило. На месте передачи реликвии с тех пор стоит памятник в виде небольшой часовни.
В 1404 году сигилла патриарха Константинопольского Матфея I, упорядочивающая пограничные споры обители с Дионисиатом, называет монастырь «древним». В 1406 году Агиу Павлу получил материальную помощь от Иоанна VII Палеолога.
К середине XVIII века монастырь был населён иноками греческого происхождения. В XIX и XX веках из насельников обители вышли многие известные иерархи Элладской православной церкви, а также ряд афонских подвижников благочестия. В течение пяти лет послушание духовника монастыря святого Павла нёс архимандрит Софроний (Сахаров) — известный старец и автор книги о преподобном Силуане Афонском.

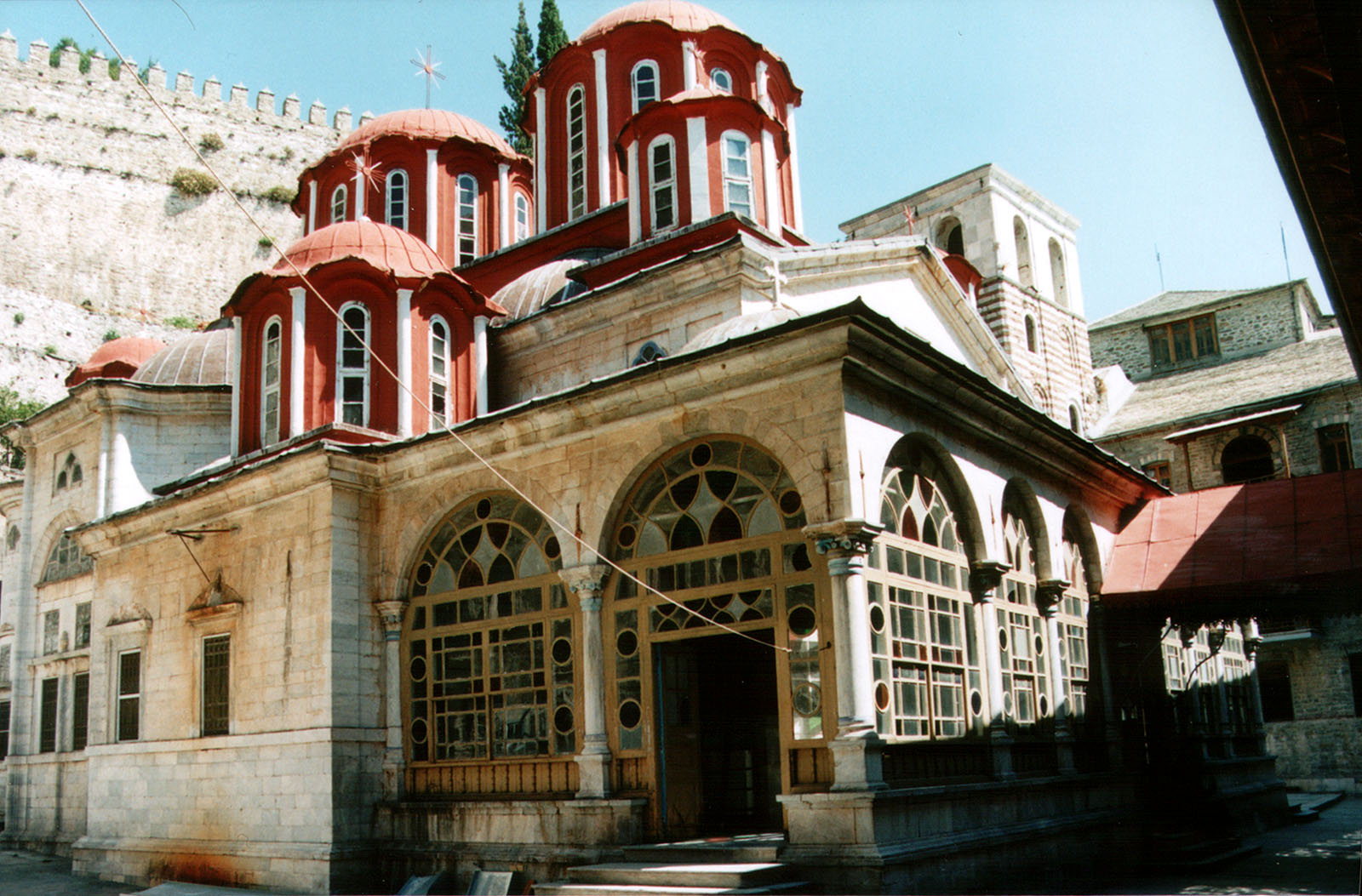
Кафоликон монастыря

Монастырь в плане представляет собой четырёхугольник, окружён высокими крепостными стенами. Соборный храм монастыря посвящён Сретению Господню, украшен одиннадцатью главами и имеет два придела — в честь великомученика Георгия Победоносца и преподобного Павла Ксиропотамского. В обители находятся древние чтимые иконы Пресвятой Богородицы «Мироточивая» и «Зерцало».
В число реликвий монастыря входят Дары волхвов младенцу Христу, крест с частицей Животворящего Креста, частицы мощей Григория Богослова, Максима Исповедника, преподобномученика Калиника, Василия Великого, глава Феодоры Александрийской и другие.
Общее число братии обители вместе с насельниками скитов составляет 110 человек. Кроме иноков греческого происхождения, в монастыре живут и изучают афонскую монашескую традицию монахи и послушники, прибывшие из России, Ливана, Сирии, Румынии, Англии и Америки.
Библиотека монастыря содержит 494 рукописи и 12 тысяч печатных книг.

## Игумены
- Павел Ксиропотамский (IX век)
- Арсений (Багаш)[вд] (1380-е)
- Софроний (Калигас) (1836 — †1882)
- Серафим (Пандазатос)[вд] (25 мая 1920 — †2 апреля 1960)
- Парфений (Мурелатос)[вд] (с 4 декабря 1974)